# Karl-Gösta Lindqvist
Karl-Gösta Lindqvist, född 30 december 1928 i Härnösand, död 20 maj 2021 i Vadstena,  var en svensk arkitekt. 
Lindqvist, som var son till mejeriföreståndare David Lindqvist och Frideborg Lindqvist, avlade studentexamen i Motala 1948 och utexaminerades från Kungliga Tekniska högskolan 1953. Han anställdes hos Ahlgren-Olsson-Silow arkitektkontor i Stockholm 1954 och blev chefsarkitekt vid Skolöverstyrelsen 1966. Han blev ledamot av Bostadsstyrelsens bostadssociala råd 1982.